# カルビーポテトチップス 新世紀エヴァンゲリオン
カルビーポテトチップス 新世紀エヴァンゲリオン（カルビーポテトチップス しんせいきエヴァンゲリオン）は、カルビーから発売されていた スナック菓子。TVアニメ『新世紀エヴァンゲリオン』関連商品である。なお、本項では同時期に発売されていた『カルビーポテトチップス 新世紀エヴァンゲリオン ロング缶』についても記述する。

## 概要
同作品の劇場版『新世紀エヴァンゲリオン劇場版 シト新生』及び『新世紀エヴァンゲリオン劇場版 Air/まごころを、君に』が公開された1997年に、カルビーから発売された商品。
同社の人気商品『プロ野球チップス』と同系統の商品で、定価52円（税抜き）のポテトチップス1袋にカードが1枚ずつ付属するというものであった。第4弾まで発売されており、各弾は「第○次中間報告」という名称で呼ばれていた。カードには通し番号が付いており、00番から215番までの全216種類が存在した。
カードは基本的に6枚ごとにカテゴリー分けが行われており、専用アルバム（1ページに6枚ずつ収納可能）に収めた時の見栄えの良さを考慮したと思われる仕様となっていた。
レアカードは存在しないが、プロ野球チップス同様「ラッキーカード」が存在しており、カルビーに送ることで枚数に応じた景品が貰えた。ラッキーカードは、表面は通常のカードの絵柄が流用されており、裏面に応募券と応募要項が印刷されていた。ラッキーカードは全弾共通であり、違う弾のカードを組み合わせて応募することもできた（後述の「特別企画」は除く）。
ポテトチップスは、東日本ではうすしお味、西日本ではコンソメ味のものが発売されていた（カードは同一）。復刻版では逆に、東日本ではコンソメ味が、西日本ではうすしお味が販売された。

## 各弾概要

### 第一次中間報告
関東・甲信越と福岡で先行発売されたあと、1997年9月に発売された。全72種類。
EVAシリーズカード（全6種）
EVA零号機～4号機と量産機をそれぞれカード化。裏面には、各機体の全身像が掲載されている。
キャラクターカード（全12種）
アニメの登場人物の中から、12人をカード化。裏面には、各人物の全身像が掲載されている。
DEATHカード・REBIRTHカード・Airカード（各6種）
劇場版の各エピソードをカード化したもの。
名場面カード（2タイプ・各6種）
TVアニメの第弐話と第拾九話の戦闘シーンをそれぞれカード化したもので、「暴走1」「暴走2」というサブタイトルが付いている。どちらも、5枚目と6枚目のカードは組み合わせると1枚の絵になる仕様となっていた。
イラストレーション・コレクション（全6種）
ポスター用に描かれたイラスト6種を、それぞれカード化したもの。
カードリスト（全6種）
裏面は本弾のカードの一覧表になっている（カードの名称が各12枚分ずつ記載されている）。表面は、6枚合わせると1つのイラストが完成するというパズルカードとなっている。
使徒カード（全6種）
本編に登場した第3使徒～第8使徒の計6体をカード化。
エヴァの謎カード（全6種）
本編に登場した重要な専門用語を解説したカード。

#### ラッキーカード
カードの左上の三角形部分が応募券となっており、この部分を切り取って葉書に貼り、郵送するというものであった。応募券は赤色で、EVA初号機の顔がプリントされている。なお「賞品」を「商品」と誤表記していた。プレゼントされたものと必要枚数は、以下の通り。
カルビーオリジナルデザイン 専用アルバム（1枚）
厚紙製の表紙と、無色透明ビニール製のファイルページからなる。ファイルページはポケットが6枚付いており、全6ページ。2枚のカードを背中合わせで入れることで、72種類全てを収納することができた。
表紙にはEVA零号機と、プラグスーツ姿の綾波レイ・碇シンジが描かれており、「レイバージョン」と呼ばれた。その裏面には第一次の全カードのチェックリストが印刷されていた。
裏表紙には、TVアニメ本編とオープニングの画像の一部が印刷されていた。その裏面には暴走したEVA初号機の線画が描かれていた。
ポストカードセット（2枚）
絵葉書10枚セットで、本弾のカードの絵柄が流用されている。
第一次中間報告カード全セット（10枚）
本弾のカード72枚のフルセットで、専用アルバムと同じ絵柄が描かれた厚紙製の化粧箱に収納されていた。箱には「コンプリートコレクション」と表記されていた。

### 第二次中間報告
1997年11月に発売された。やはり全72種類で、カテゴリーも基本的に前弾のそれに準じている。パッケージデザインも前弾とほぼ同じだが、袋の淵の部分の色のみ、赤色から紫色に変更された。
EVAシリーズカード（全6種）
EVA零～弐号機と量産機が再カード化。裏設定的な解説文が記載された。また零号機改もカード化された。裏面には、各機体の全身像（背面）或いは顔のアップ絵が掲載されている。
キャラクターカード（全12種）
前弾にラインナップされなかったキャラクター6人のカードと、主要キャラクター6人の過去を描いたカードからなる。やはり裏面には、各人物の全身像が掲載されている。再カード化されたキャラクターの場合は、前弾とは異なる服装の全身像となっている。
まごころを、君にカード（全6種）
劇場版の同名エピソードをカード化したもの。
名場面カード（3タイプ・各6種）
TVアニメの第伍話・第六話・第二拾四話の各1シーンをカード化したもので、それぞれ「絆1」「絆2」「最後のシ者」というサブタイトルが付いている。前弾同様、いずれも5枚目と6枚目のカードは組み合わせると1枚の絵になる仕様となっていた。
イラストレーション・コレクション（全6種）
雑誌の表紙等用に描かれたイラスト6種を、それぞれカード化したもの。
メカニックカード(全6種)
TV本編でEVAシリーズが使用した武器をそれぞれカード化したもの。裏面には、その武器の全体像が掲載されている。
カードリスト（全6種）
前弾に準じた仕様となっている。
使徒カード（全6種）
本編に登場した第9使徒～第14使徒の計6体をカード化。なお第13使徒バルディエルのカードには、なぜか寄生される前の参号機のイラストが使われている。
キーワードカード（全6種）
前弾の「エヴァの謎カード」に続き、専門用語を解説したカード。

#### ラッキーカード
前弾とほぼ同デザインだが、応募券は紫色になっている。「商品」の誤表記は「賞品」へと修正された。貰うのに必要な枚数は、前弾と同じ。
専用アルバム
前弾とまったく同一のものだが、第二次のカードリストを印刷したシールが同封されていた。これをアルバムのリスト部分に貼ることで、第二次用のアルバムとすることができた。
ポストカードセット
本弾のカードの絵柄を流用した「第二次仕様」の絵葉書が新たに作られた。第一次と第二次のうち、好きな方を選ぶことができた。
カード全セット
やはり第一次と第二次のうち、好きな方を選ぶことができた。後者のセットは、初号機とプラグスーツ姿のシンジが描かれた化粧箱に収納されていた。

### 第三次中間報告
1998年3月頃に発売された。カードは前弾の半分の36種となっている。パッケージデザインも前弾から大きく変更されており、「特別企画、発動」というコピーが印刷されていた。また裏面には、TV版の各エピソードを紹介した「ストーリーダイジェスト」というコラムが載っていた。
キャラクターカード（全12種）
主に登場人物の内面について解説したカード。第壱中学校の生徒6人と、成人の男性キャラ6人がラインナップされた。再カード化されたキャラのカードの裏面には前回とは違う服装の全身像が、3度目のカード化となる者の場合は背面の全身像がそれぞれ掲載されていた。
ストーリーダイジェストカード（全12種）
TV版第壱話から第拾弐話の各エピソードをカード化。裏面のテキストは、パッケージ裏面のコラムからの流用。
名場面カード・戦闘（全6種）
TVアニメの戦闘シーンの中から、6戦分をカード化。
カードリスト（全6種）
前2弾に準じた仕様だが、カードの種類数が半分に減ったため、1枚につき6種類のカード名が記載されるようになった。

#### ラッキーカード
応募券は水色。新たな景品が登場した。
専用アルバム（1枚・Aコース）
本弾よりデザインが一新された。表紙はEVA弐号機と、プラグスーツ姿の惣流・アスカ・ラングレーが描かれており、「アスカバージョン」と呼ばれた。チェックリストは相変わらず第一次のものだが、やはり第二次と第三次のそれぞれのリストが印刷されたシールが同封されていた。
裏表紙のデザインも変更されている。その裏面のイラストは「プログレッシブナイフを構えた初号機」となっていた。なお、ページ数は変らなかった。
希望のカードと等価交換（1枚・Bコース）
第一次・第二次のカードの中から、好きなカードを5枚貰うことができた。
ポストカードセット（2枚）
本弾のカードの絵柄を流用した「第三次仕様」の絵葉書が新たに作られた。第一次～第三次のうち、好きなものを1つ選ぶことができた。
カード全セット（10枚）
「第一次」「第二次」「第三次・第四次合同」の各セットの中から、1つを選ぶことができた。第三次・第四次合同のセットは、本弾のアルバムと同じ絵柄の描かれた化粧箱に収納されていた（ただしこれを選んだ場合、第四次の発売後に発送されるという断り書きがあった）。
等身大カットアウト（10枚）
本弾の特別企画と銘打たれた景品。レイ・アスカ・渚カヲルの、各キャラの設定身長と同サイズの立看板で、それぞれ応募者の中から先着100名に送られた。先着に間に合わなかった応募者には、第三次・第四次中間報告カードセットが送られた。なおこのプレゼントのみ、本弾のラッキーカードでしか応募できなかった。

### 第四次中間報告
1998年4月頃に発売された最終弾。ただし、北海道では発売されなかった。カードはやはり全36種だが、前弾のカード36種とミックスされた状態で販売されており、実質72種であった。パッケージには、やはりストーリーダイジェストが載っていた。
キャラクターカード（全6種）
成人の女性キャラ4人のカードと、エキストラキャラクターのカード2種からなる。
使徒カード（全3種）
本編に登場した第15使徒～第17使徒をカード化。なお、第17使徒は「タブリス」ではなく「カヲル」名義となっている。
メカニックカード（全3種）
TVアニメに登場した3種のメカをカード化。
ストーリーダイジェストカード（全18種）
前弾でラインナップされなかったエピソードと劇場版第25・26話をカード化。
カードリスト（全6種）
第三次に準じた仕様。

#### ラッキーカード
応募券は蛍光ピンク色。第三次の応募の際、カラーコピーした応募券での応募があったために、コピーでの発色が難しい蛍光色となった。
専用アルバム（1枚・Aコース）
前弾同様アスカバージョンのアルバムだが、チェックリストが第三次・第四次合同のリストに差し替えられている。シールは付属しなかった。
希望のカードと等価交換（1枚・Bコース）
第三次の時と同じ。
ポストカードセット（2枚）
ラッキーカードに記載はないが、応募は可能だった。ただし第一次のものは終了したとされ、第二次と第三次のどちらかしか選べなかった。
スペシャルカード3枚付き専用アルバム（5枚）
第二次のカードセット化粧箱と同じ絵柄のアルバム（ラッキーカードには「シンジバージョン」と記載）と、非売品のスペシャルカードのセット。
アルバムは他の2バージョンより1ページ多い。またカード全種類のチェックリストが印刷されていた。更に、表紙に「専用アルバム」という表記がない・タイトルロゴの一部の色が違う・裏表紙両面にカードリストのイラストが流用されているといった相違点もあり、アルバム3バージョンの中でも異質感のあるものとなっている。
スペシャルカードは、化粧箱及びアルバムの表紙に使われた3種類のイラストをそれぞれカード化したもので、SP-00、01、02というナンバーが振られていた。なおSP-01の絵は、なぜか初号機の目の下に2本の黒線が書き足されている。いずれも裏面にテキストはない。
カード全セット（10枚）
ポストカード同様、第一次のものは終了したとされた。

### 復刻版
1998年の秋頃に発売された。パッケージとカルビーのサイトには「皆様の声にお答えして」復刻したとの記述があった。パッケージはデザインが一新されており、3種類存在。それぞれ、シンジ・レイ・アスカが描かれていた。値段は旧版と同じだが、カードは全216種類が一斉に復刻されていた。なおカードの横幅は、旧版より若干狭くなっている。

#### ラッキーカード
この復刻版にもラッキーカードは存在した。第一次同様「賞品」が「商品」と誤表記されている。応募券は水色で、「復刻版」と大きく記載されている。また、応募券部分は旧版よりも少し大きい。なお旧版のラッキーカードは使用不可能とされた。景品は、以下のアルバムのみ。
専用アルバム（1枚）
レイバージョンとアスカバージョンのどちらか1冊が貰えた（選ぶことはできない）。チェックリストのみ、シンジバージョンと同じものに差し替えられている。
スペシャルカード3枚付き専用アルバム（5枚）
第四次の同名プレゼントと完全に同一のもの。

### エラー版
- ストーリーダイジェストカードの表面には、その回のサブタイトルが印刷されているが、「第拾弐話 奇跡の価値は」（第三次の167番）のみ、印刷されていない。
- 「カードリスト18」（第三次の179番）は、「カードリスト」とすべきところを「ストーリーダイジェストカード」と誤表記している。
- カードリスト19～24（第四次の210～215番）の6種は、「第四次中間報告」とすべきところを「第三次中間報告」と誤表記している。

これら8種のカードはエラー品と認められ、後に修正版が世に出ている。復刻版のカードも、修正済みのものであった。
なお「独12式自走臼砲」（第四次の190番）は、読み仮名を「きゅうほう」ではなく「うすほう」と表記しているが、これはエラー認定はなされず、修正版は出なかった。

## カルビーポテトチップス 新世紀エヴァンゲリオン ロング缶

### 第一期発売分
袋入りチップスの第四次とほぼ同時期に発売された商品。紙製の円筒形容器に、コンソメ味のチップスが入っていた。蓋はオレンジ色のプラスチック製。
パッケージは5種類あり、「制服姿のレイ」「プラグスーツ姿のレイ」「制服姿のアスカ」「プラグスーツ姿のアスカ」「葛城ミサトとプラグスーツ姿のシンジ」（何れもカードイラストの流用）がそれぞれ描かれていた。
おまけは付属しなかったが、内ブタに応募券が印刷されており、抽選プレゼントが行われた。賞品はオリジナルデザインのTシャツと、レイの姿が描かれたビーチマットの2種類であった。

### 第二期発売分
袋入りチップスの復刻版と同時期に発売された。チップスの味はうすしお味に変更されていた。また、缶も短くなった。パッケージは3種類あり、シンジ・レイ・アスカのそれぞれの新イラストが描かれていた。
やはり応募券が付属しており、2枚1口で応募すると、抽選でNERVマークの入ったマルチポーチが貰えた。